# لیونل فان برابانت
لیونل فان برابانت (انگلیسی: Lionel Van Brabant; ۱۵ اوت ۱۹۲۶ – ۳ ژوئیهٔ ۲۰۰۴) دوچرخه‌سوار اهل بلژیک بود.